# Intravilán

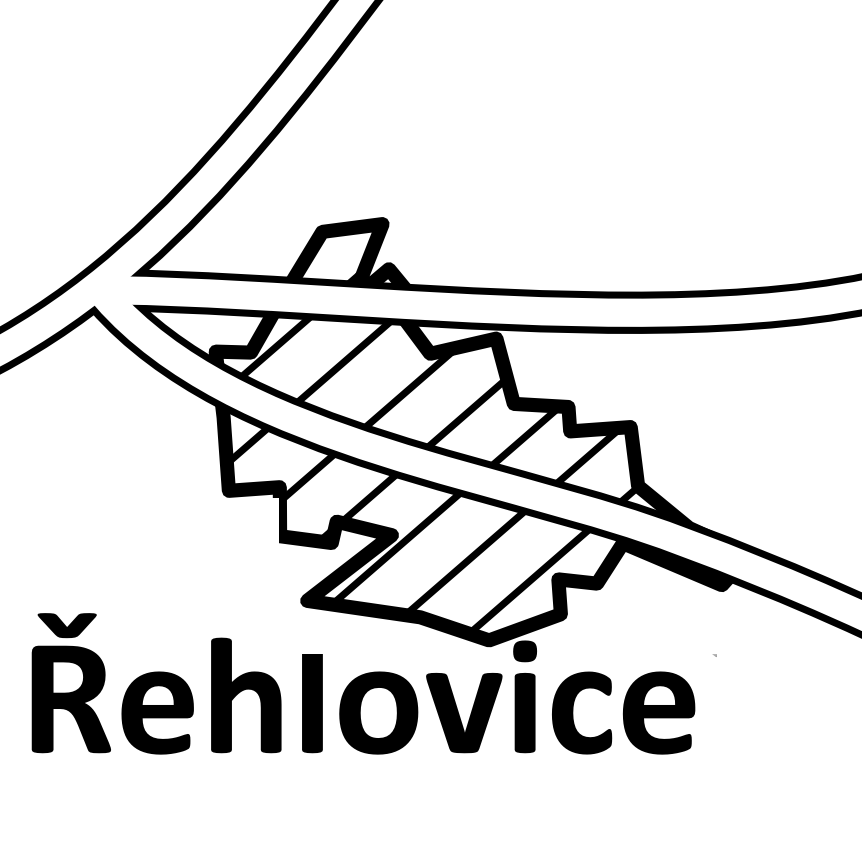
Grafické znázornění intravilánu obce Řehlovice (šrafovaně)

Intravilán je souhrnné označení pro zastavěné plochy obcí, popřípadě pro zastavěné plochy a plochy určené k zástavbě. Nezastavěná část obce se označuje jako extravilán.

## Pojem
Intravilánem se někdy rozumí část území obce (resp. jejího katastrálního území), která je z větší části zastavěna. Zahrnuje samotné zastavěné plochy a k nim přiléhající plochy – zahrady, pozemní komunikace, soukromou a veřejnou zeleň, vodní toky a vodní plochy. V takovém případě je hranice mezi intravilánem a extravilánem obvykle vedena po společném vnějším obvodu zastavěných a přiléhajících ploch. Do intravilánu obvykle nejsou zahrnovány osamělé budovy, menší osady, osamocené průmyslové a zemědělské budovy či areály. Intravilán zpravidla vyplňuje vnitřek katastrálního území dané obce, extravilán pak zbytek, většinou po obvodu katastrální hranice.
Termín „intravilán“ je používán zejména v architektuře, geodézii a územním plánování.
Podle zákona č. 183/2006 Sb., o územním plánování a stavebním řádu (stavební zákon), ve znění pozdějších předpisů se za intravilán považuje zastavěná část obce vymezená k 1. září 1966 a vyznačená v mapách evidence nemovitostí. Zastavěné území je vymezené územním plánem nebo samostatným postupem podle stavebního zákona. Pouze v případě, že takové vymezení obec nemá, považuje se za zastavěné území formálně intravilán k 1. září 1966 - a to i v tom případě, že ve skutečnosti je zastavěné území větší.